# Kraftwerk Donauwörth
Das Kraftwerk Donauwörth ist ein Laufwasserkraftwerk der Mittlere Donau Kraftwerke AG an der Staustufe Donauwörth und wird von der LEW Wasserkraft GmbH betrieben. Das Kraftwerk ging 1984 in Betrieb und ist Teil der Donau-Staustufe Donauwörth bei Stromkilometer 2511,84.

## Technische Angaben
Das mit zwei Turbinensätzen ausgestattete Kraftwerk ist ausgelegt für eine Ausbauwassermenge von etwa 200 m³/s. Zwei Kaplan-Turbinen treiben zwei Generatoren mit einer Nennleistung von je 4,25 Megawatt mit einem entsprechenden Regelarbeitsvermögen des Kraftwerks von 54,8 Millionen kWh im Jahr. Das Sollstauziel, also der angestrebte Wasserspiegel des Oberwassers, liegt bei 403,7 m ü. NN. Das Wehr der Staustufe besteht aus drei Feldern und dem links angeordneten Krafthaus. Am rechten Ufer befindet sich eine Bootsschleuse.
Die Turbinen stammen von Escher Wyss und drehen sich mit ca. 100 Umdrehungen pro Minute.